# あかちゃんのドレイ。
『あかちゃんのドレイ。』は、大久保ヒロミによる日本の漫画作品。『Kiss』（講談社）にて2005年から2010年まで連載された。単行本は全6巻。

## 概要
漫画家兼主婦のピロミは、待望の赤ちゃんを授かった。バラ色の育児ライフを夢見るピロミであったが、そこに待ち受けていたのは、「母親は赤ちゃんのドレイにすぎない」という過酷な現実であった…。
作者自身の出産・子育て体験をもとにしたエッセイ漫画。育児に奮闘するさまを、作者独特のセンスと妄想によってギャグタッチに仕立てる一方で、ほぼ毎回、子供の笑顔や周囲の助言でピロミが母親（＝ドレイ）である幸せをかみしめるシーンが挿入されていて、このことが多くの母親たちの共感を呼び、幅広い読者からの支持を得る要因の一つとなっている。

## 登場人物
ヒヨ子（ひよこ）
「女王様」。ピロキ・ピロミ夫妻の長女。生まれながらにして堂々とした態度で、ドレイ（＝母）を困らせる能力に長ける。
ピロミ
「ドレイ」。漫画家兼主婦。被害妄想に長け、理想の育児と現実とのはざまで苦悩する。
ピロキ
「戦力外」。サラリーマン。厳しい父親を自任しているが、実際は楽天家かつ天然系で、ピロミの怒りとため息を誘う。
雛子（ひなこ）
「新女王」。ピロキ・ピロミ夫妻の次女。6巻から登場。女王の政権交代を目指す。

## 書誌情報
- 講談社〈ワイドKC Kiss〉、全6巻
  1. 2006年9月13日発売、ISBN 978-4-06-337605-0
  2. 2007年3月13日発売、ISBN 978-4-06-337614-2
  3. 2007年10月12日発売、ISBN 978-4-06-337625-8
  4. 2008年6月13日発売、ISBN 978-4-06-337642-5
  5. 2009年5月13日発売、ISBN 978-4-06-337667-8
  6. 2010年5月13日発売、ISBN 978-4-06-337688-3